# Epeolus kristenseni
Epeolus kristenseni är en biart som beskrevs av Heinrich Friese 1915. Epeolus kristenseni ingår i släktet filtbin, och familjen långtungebin. Inga underarter finns listade i Catalogue of Life.